# ناحیه المر، شهرستان سانیلاک، میشیگان
ناحیه المر (به انگلیسی: Elmer Township) یک منطقهٔ مسکونی در ایالات متحده آمریکا است که در شهرستان سانیلاک واقع شده‌است.
 ناحیه المر ۹۴٫۰ کیلومتر مربع مساحت و ۷۹۰ نفر جمعیت دارد و ۲۴۱ متر بالاتر از سطح دریا واقع شده‌است.